# Coptobasoides pauliani
Coptobasoides pauliani là một loài bướm đêm trong họ Crambidae.